# Partido di Villarino
Il partido di Villarino è un dipartimento (partido) dell'Argentina facente parte della provincia di Buenos Aires. Il capoluogo è Médanos.